# Tata Sierra
Der Tata Sierra, oder Tata Sierra Turbo,  war ein SUV, das 1991–1998 von Tata Motors in Indien hergestellt wurde. Es war das erste Auto, das komplett in Indien entworfen und gebaut wurde. Auch bildet der Wagen die Basis für das Konzeptfahrzeug DC Design Arya. Der Sierra wird von einem Reihenvierzylinder-Turbodiesel-Motor mit 1,9 l Hubraum angetrieben. Anfangs hatte er einen Saugmotor; der Turbodiesel kam später. Der Sierra Turbo soll der erste indische Wagen mit Turbolader gewesen sein. Die späteren Modelle kann man an ihrem Kunststoffzierleisten an den Kotflügeln und an den Scheinwerfern, die dem Estate entsprechen, erkennen. Auf Kundenwunsch gab es auch Allradantrieb. Der Wagen hatte drei Türen.
Dieser Wagen war der erste PKW, der von Tata Motors gebaut wurde, eine Firma, die zur Tata Group gehört. Die Firma ist eher für Nutzfahrzeuge bekannt und der neue Sierra wurde speziell auf die indischen Bedürfnisse angepasst. Es war das erste Auto, das in Indien als Privatfahrzeug akzeptiert wurde, ohne sofort die bekannten Nachteile des Diesels zu unterstellen. Die Konstruktion ist akzeptabel, wenn auch nicht führend. Einige Detaillösungen wurden erstmaligen in Indien angeboten, wie z. B. ein einstellbares Lenkrad. Auch die Motorengeräusche werden bemerkenswert gut unterdrückt; wenn man im höchsten Gang fährt, kann man nicht ohne Weiteres hören, dass unter der Motorhaube ein Diesel arbeitet. Auch elektrische Fensterheber, Servolenkung und ein Drehzahlmesser gehörten zur Serienausstattung. Fahrwerk und Karosserie sind sehr steif. Der Motor ist für seine Haltbarkeit bekannt.
Der Tata Sierra wird nicht mehr hergestellt. Einige Besitzer haben sich in einer Yahoo-Gruppe organisiert.

## Daten des Antriebs
- Motortyp: Vierzylinder-Reihenmotor, Diesel, längs eingebaut.
- Hubraum: 1948 cm³
- Bohrung × Hub: 83 mm × 90 mm
- Leistung: 90 bhp (67 kW) bei 4500 min−1
- Drehmoment: 190 Nm bei 2500 min−1
- Verdichtung: 22,5 : 1
- Getriebe: vier Vorwärtsgänge, Rückwärtsgang, Overdrive, Handschaltung

## Weitere Daten
- Bodenfreiheit: 170 mm
- Höchstgeschwindigkeit: 135 km/h